# New Politics
New Politics es una banda de rock formada en 2009 proveniente de Dinamarca (Copenhague) y América, que es integrada por David Boyd (voz), Søren Hansen (guitarra y voz) y Louis Vecchio (batería).
El sencillo "Harlem" recibió un gran número de apariciones destacadas, entre ellas un comercial de Taco Bell, varios tráileres de Frozen y el videojuego Guitar Hero.
Su trabajo más reciente Lost In Translation, cuenta con dos sencillos "One Of Us" y "CIA".

## Historia
Después de haber escrito canciones por tres años para sus respectivos álbumes solistas (los cuales nunca se produjeron), Boyd y Hansen se dieron cuenta de que tenían un grupo formado. En 2009, el dúo envió dos de sus canciones ("Stress" y "Money") a la competencia "Career Cannon" de la radio internacional danesa. New Politics fue elegida de 937 bandas, y una de las 42 seleccionadas para actuar -sin ser una banda oficial y sin una alineación final- por lo que Boyd y Hansen contrataron a Poul Amaliel para tocar la batería. El nuevo trío estuvo entre los 4 ganadores y tocaron en un gran festival en Dinamarca.
En noviembre de 2009 New Politics firmó con RCA Records, por lo que decidieron trasladarse a Estados Unidos. La banda se presentó en el festival South by Southwest en marzo de 2010. 

### New Politics
El 13 de julio de 2010 realizaron su primer álbum, autotitulado New Politics. Este cuenta con 10 canciones, (incluyendo su popular sencillo "Yeah Yeah Yeah") y un vídeo filmado en Nueva York, al igual que su segundo sencillo "Dignity", el cual fue publicado en su página de MySpace el 8 de octubre de 2010. El álbum recibió críticas variadas de Allmusic, quienes pensaron que las influencias de la banda eran demasiado obvias. 
En Otoño de 2010, el baterista Poul Amaliel dejó la banda para regresar a Dinamarca, a lo que la banda decidió integrar a Louis Vecchio como nuevo baterista.

### A Bad Girl In Harlem[4]
El 26 de noviembre de 2013 "Harlem" fue promovido como el primer sencillo de su segundo álbum, A Bad Girl In Harlem, lanzado el 21 de mayo de 2013. "Harlem" fue un éxito en la radio de Estados Unidos; estaciones como Fly 92.3 comenzaron a reproducir la canción.
Durante el 28 de mayo al 26 de junio de 2013, la banda abrió los conciertos de Fall Out Boy durante su tour de primavera de Save Rock and Roll. El 21 de julio de 2013, New Politics tocó "Harlem" en el Comic-Con. También sirvieron de apertura para Pink durante su tour The Truth About Love durante varias fechas, a partir del 6 de noviembre de 2013. Además acompañaron a Panic! At The Disco en su tour por Europa en noviembre de 2013.
A inicios de 2014, New Politics inició su tour Harlem en Estados Unidos con bandas como Magic Man y Sleeper Agent para abrir los conciertos. El tour abarcó los primeros meses de 2014, y fue la primera gira que encabezaron. 
Volvieron a abrir para Fall Out Boy con The Pretty Reckless para el Save Rock and Roll tour por Europa en 2014, y en ese mismo año aparecieron como primer acto para el Monumentour con Paramore y Fall Out Boy.

### Vikings[5]
El 22 de septiembre de 2014 la banda lanzó un nuevo sencillo llamado "Everywhere I Go (Kings & Queens)" de su tercer álbum Vikings, ahora bajo un nuevo sello discográfico, DCD2 Records y Warner Bros. Records. Así mismo comenzaron el Everywhere I Go Tour con Bad Suns y SomeKindaWonderful mayormente en Estados Unidos y Canadá, a partir del 14 de octubre en Washington, D.C. 
En mayo de 2015 la banda grabó su segundo sencillo "West End Kids", y anunciaron que Vikings sería lanzado el 14 de agosto de 2015. En octubre la banda se unió a Andrew McMahon, The Griswolds y LOLO en el The Wilderness Politics Tour, el cual comenzó en Seattle y terminó en Filadelfia en noviembre de 2015.

### Lost In Translation[6]
A principios de 2017 la banda realizó un nuevo sencillo, "One Of Us", y el 2 de agosto anunciaron su nuevo álbum Lost In Translation, el cual será lanzado el 6 de octubre. Un día después subieron su nuevo sencillo, llamado "CIA".

## Discografía
| Álbum                | Año    | Sencillos | Sello discográfico                 |
| -------------------- | ------ | --- | ---------------------------------- |
| New Politics         | (2010) | Sólo los primeros dos con vídeo musical. - "Yeah Yeah Yeah" - "Dignity" - "Give Me Hope"                                                                                       | RCA Records                        |
| A Bad Girl In Harlem | (2013) | Todos los sencillos con vídeo musical - "Harlem" - "Tonight You're Perfect" | RCA Records                        |
| Vikings              | (2015) | Primer sencillo realizado en 2014. - "Everywhere I Go (Kings & Queens)" - "West End Kids" (con Brendon Urie, Fall Out Boy, Max Schneider, LOLO y Travie McCoy). - "Girl Crush" | DCD2 Records/ Warner Bros. Records |
| Lost In Translation  | (2017) | Programado para lanzarse el 6 de Octubre de 2017. - "One Of Us" - "CIA" | DCD2 Records/ Warner Bros. Records |